# Лелюв
Лелюв  (идиш לעלאָוו‎, пол. Lelów; иногда Лелев) — деревня в Ченстоховском повяте Силезского воеводства на юге Польши. Это центр одноименной гмины. Находится примерно 39 км к востоку от Ченстоховы и 66 км к северо-востоку от областного центра Катовице. В Королевстве Польском Лелюв был важным городским центром Малой Польши, столицей повята, входившего в Краковское воеводство.

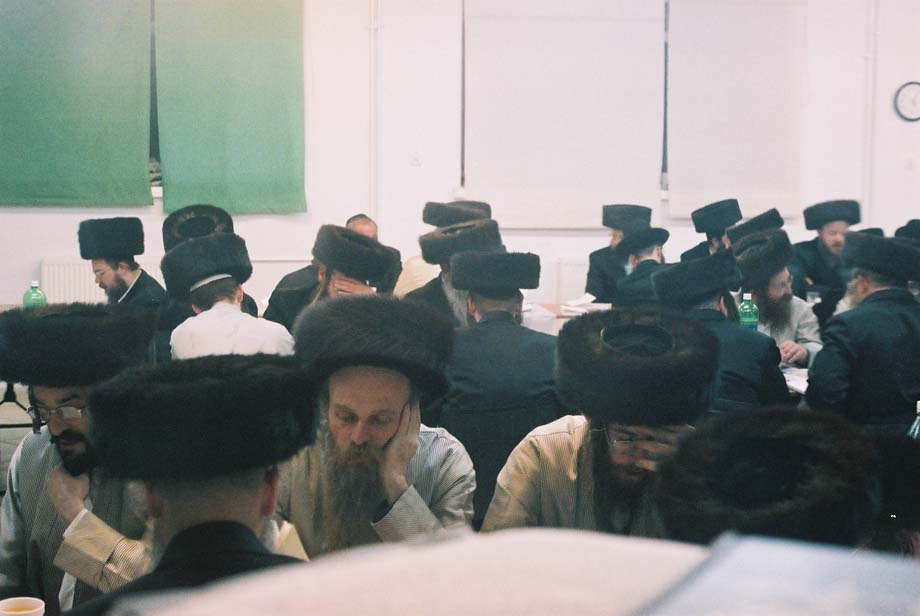
Хасиды молятся в синагоге

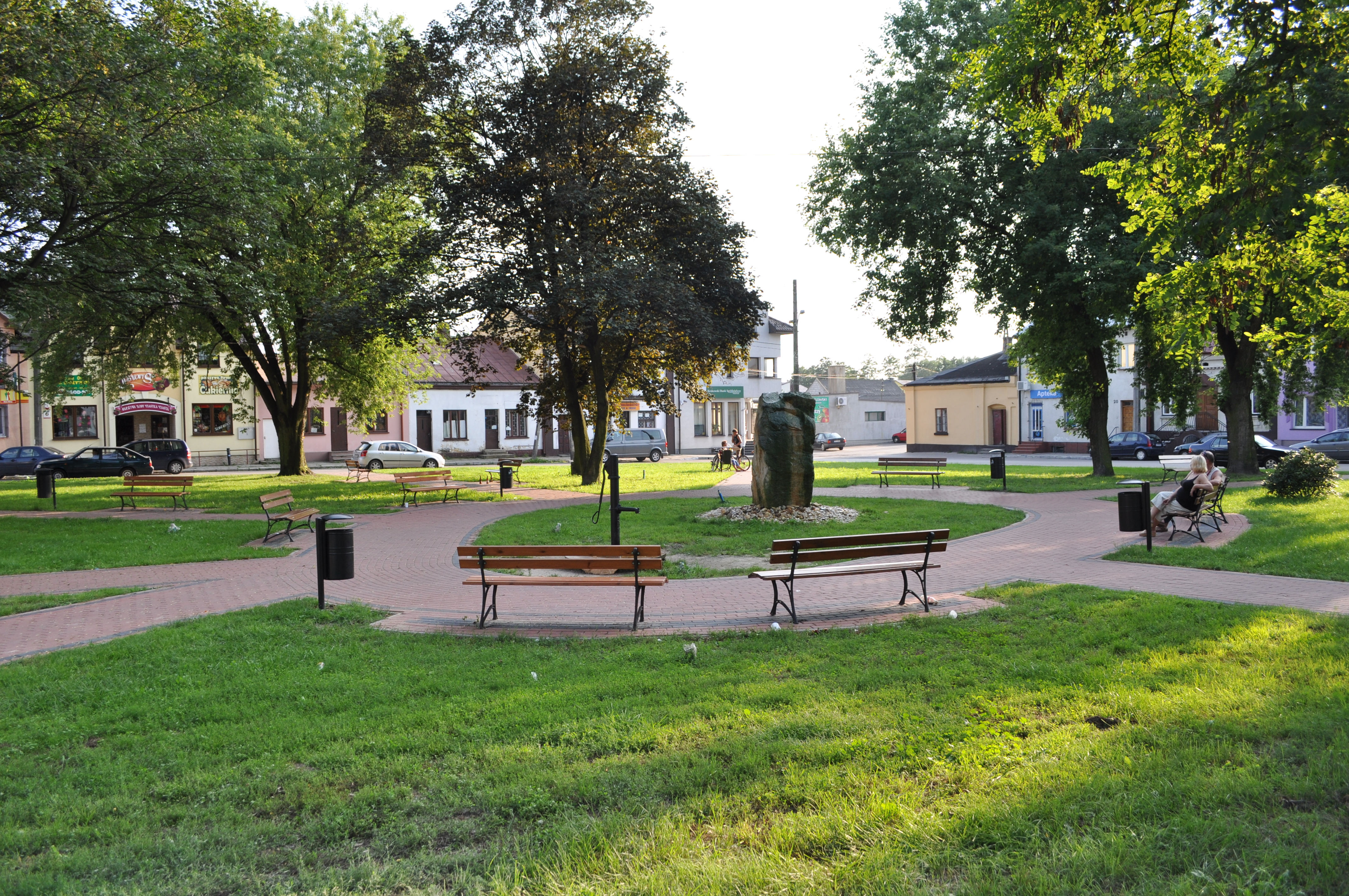
Рыночная площадь

Первое документальное упоминание о Лелюве появилось в 1193 году в документе, изданном папой Целестином III. В 1246 году, в период «Феодальной раздробленности», князь Конрад I Мазовецкий инициировал строительство города на месте древнего городища. В начале XIV века Лелюв, который к тому времени был собственностью краковских епископов, был захвачен рыцарями Владислава I Локетека. Город был оккупирован немецкими и чешскими войсками, лояльными епископу Яну Мускате (см. также Восстание Войта Альберта).
В XIV веке Лелюв процветал благодаря королевской защите и привилегиям. Его население достигло 1200 человек, и король Казимир III Великий построил здесь замок и окружил город оборонительной стеной. Лелюв находился недалеко от границы с чешской Силезией и, таким образом, играл важную роль в системе обороны Польши. В 1341 году Лелюв получил от короля Казимира Магдебургское право и стал уездным городом Краковского воеводства. В июле 1345 года во время польско-чешской войны чешские отряды потерпели поражение от поляков и их венгерских союзников под Лелювом. В XV и XVI веках Лелюв оставался одним из важнейших городов Малой Польши. Город часто горел, но ему удавалось восстанавливаться. Местные производители тканей славились на всю страну. В 1638 году Лелюв почти полностью сгорел во время большого пожара, к дальнейшим разрушениям привела шведско-польская война, после которой город так и не восстановился. Лелюв был вновь разрушен во время Северной войны, после чего его оборонительная стена была снесена.
После разделов Польши Лелюв некоторое время входил в состав провинции Новая Силезия Прусского королевства (1793—1806). С 1815 года он входил в состав Царства Польского, находившегося под контролем России, и его упадок продолжался. В 1837 году повят Лелюв прекратил свое существование, а территория города стала одним из центров Январского восстания. В 1827 году население Лелюва составляло 785 человек, а в 1825 году был разрушен древний монастырь Святого Франциска. В 1869 году российское правительство низвело Лелюв до статуса деревни. Первая мировая война не нанесла значительного ущерба, а во Второй Польской Республике Лелюв входил в состав Кельцкого воеводства. 4 сентября 1939 года во время вторжения в Польшу войска вермахта вторглись в город и сожгли церковь Святого Мартина XIV века, а также большую часть деревни. Дальнейшие разрушения произошли в январе 1945 года, когда отступающие немецкие солдаты воевали с наступающей Красной Армией. После войны церковь была восстановлена, однако без многих ценных предметов и украшений.

## Еврейская община
Несколько десятков еврейских семей проживали в Лелюве в 1547 году, но в 1564 году осталось только шесть семей; каждая платила королю один красный гульден налога на проживание и определённое количество специй за право убоя скота. В XVI и XVII веках евреи играли важную роль в ярмарках Лелюва. В первой половине XVIII века они выросли до значительной общины, платя 741 злотый подушного налога в 1718 году и в среднем 1050 злотых в год в 1733—1737 годах. В округе, включавшем общины Лелюв, Накло, Янов, Пилико, Щекоцин и Жарки, в 1765 году проживало 3415 евреев, когда в Лелюве было зарегистрировано 335 еврейских плательщиков подушного налога, а под юрисдикцией общины находилось 18 деревень. По соглашению с горожанами в 1778 году евреи были освобождены от уплаты муниципальных налогов, а также от обязанности расквартировывать войска. Между 1823 и 1862 годами проживание евреев было ограничено определённым кварталом. Община насчитывала 269 человек (29 % от общей численности населения) в 1808 году, 339 человек (39 %) в 1827 году, 480 человек (53 %) в 1857 году, 720 человек (60 %) в 1897 году и 638 человек (52 %) в 1921 году. Перед началом Второй мировой войны в Лелюве проживало около 700 евреев. Еврейская община была ликвидирована в сентябре 1942 года, когда все евреи были депортированы в лагерь смерти Треблинка. После войны еврейская община Лелюва не была восстановлена.
Из Лелюва происходит хасидская династия Лелев.

## Достопримечательности
Основные достопримечательности:
- Католическая церковь Святого Мартина XIV века, перестроенная в 1638 году, со скульптурой распятого Иисуса, спасенной от пожара в 1939 году, и часовней Богоматери.
- Могила хасидского цадика Довида Бидермана, которую каждый январь посещают хасидские паломники со всего мира,
- Уникальная рыночная площадь в Европе, к которой на каждом углу подходят две улицы.
- Кулинарное блюдо, известное как ciulim. Чулим готовят по особым семейным случаям (дни рождения, годовщины и т. д.) и большим праздникам (Рождество, Пасха и т. д.). Он связан с традиционным еврейским блюдом чолнт.
- Готический замок, основанный королём Казимиром III Великим. В XVII веке замок пришел в упадок и был снесен в 1804—1805 годах.
- Оборонительная стена из камня длиной 1000 метров, построенная в XIV веке, с несколькими воротами. Стену постепенно сносили в 1848—1870 годах.
- Францисканский монастырь, построенный в 1357 году, был снесен в 1825 году.